# اعتراضات ۱۴۰۴ ایران
اعتراضات ۱۴۰۴ ایران مجموعه‌ای از تجمع‌ها، اعتصاب‌ها و کنش‌های اعتراضی مردمی در نقاط مختلف ایران است که از آغاز سال ۱۴۰۴ خورشیدی آغاز شده و همچنان ادامه دارد. این اعتراضات در ادامه روند نارضایتی‌های عمومی در سال‌های گذشته، به‌ویژه اعتراضات گسترده سال‌های گذشته شکل گرفته‌اند. عوامل اصلی بروز این اعتراضات شامل بحران‌های اقتصادی، افزایش تورم، بیکاری، فساد ساختاری، نابرابری‌های اجتماعی، محدودیت آزادی‌های فردی و سیاسی، و سرکوب حقوق مدنی است. اعتراضات ۱۴۰۴ ایران شامل تجمع‌ها و اعتصاب‌های مختلف در نقاط مختلف کشور است که به‌ویژه در پاسخ به بحران‌های اقتصادی، تورم بالا، بیکاری، فساد، نابرابری‌های اجتماعی و محدودیت‌های آزادی‌های فردی و سیاسی شکل گرفته‌اند. این اعتراضات در ادامه روند نارضایتی‌های عمومی که از سال‌های گذشته آغاز شده بود، به وقوع پیوسته است. مردم در این اعتراضات خواهان تغییرات اساسی در سیاست‌های اقتصادی و اجتماعی و همچنین مقابله با فساد و نقض حقوق بشر هستند. این حرکت‌ها همچنان ادامه دارد و به طور گسترده در سطح کشور گسترش یافته‌اند

## زمینه و دلایل اعتراضات
اعتراضات ۱۴۰۴ ریشه در بحران‌های مزمن اقتصادی مانند افزایش هزینه‌های زندگی، کاهش ارزش ریال، فشار بر اقشار ضعیف و عدم تحقق وعده‌های اقتصادی دولت دارد. افزون بر آن، سرکوب آزادی بیان، بازداشت روزنامه‌نگاران و فعالان مدنی، و افزایش فشارهای اجتماعی بر زنان و اقلیت‌ها از دلایل دیگر این اعتراضات‌اند. این اعتراضات از آغاز سال ۱۴۰۴ شروع شدند.

## اشکال اعتراضات
شکل اعتراضات شامل تجمع‌های خیابانی، اعتصاب‌های صنفی، راه‌پیمایی‌های مسالمت‌آمیز، کارزارهای مجازی در شبکه‌های اجتماعی، و نافرمانی مدنی بوده است. اعتصابات معلمان، بازنشستگان، رانندگان و کارگران در برخی استان‌ها تداوم یافته و با وجود تهدیدهای امنیتی متوقف نشده‌اند.

### صنفی
اعتراضات ۱۴۰۴ نانوایان
در طول ماه اردیبهشت ۱۴۰۴، گروه‌هایی از نانوایان در شهرهای مختلف ایران در برابر دفاتر ادارات دولتی تجمع کردند. این تجمعات در اعتراض به مشکلات اقتصادی، افزایش هزینه‌های تولید نان، تأخیر در پرداخت یارانه‌ها، و کاهش سهمیه آرد صورت گرفت.
اعتصابات و اعتراضات کامیون‌داران
کامیون‌داران و رانندگان کامیون در ایران در سال‌های اخیر با مجموعه‌ای از مشکلات اقتصادی و صنفی مواجه بوده‌اند. از جمله چالش‌های مطرح‌شده توسط این صنف می‌توان به افزایش هزینه‌های نگهداری وسایل نقلیه، پایین بودن نرخ کرایه حمل‌ونقل، کاهش سهمیه سوخت، و نبود امنیت کافی به دلیل گزارش‌هایی از سرقت محموله‌ها و حملات به رانندگان اشاره کرد.

### اعتراضات به دلیل بحران آب
کمبود گسترده آب و قطعی برق باعث تظاهرات گسترده‌ای شد که از اوایل ماه مه آغاز شد، ابتدا به رهبری دانشجویان دانشگاه و به سرعت با پیوستن رانندگان کامیون، نانوایان، کشاورزان، بازنشستگان و سایر گروه‌های اجتماعی. آنچه به عنوان اعتراض بر سر نیازهای اساسی آغاز شد، به زودی به خواست سراسری برای تغییر سیستمی و پایان حکومت تئوکراتیک تبدیل شد.
در خوابگاه‌های دانشگاهی در شیراز، اهواز و تبریز، دانشجویان با شرایط غیربهداشتی مواجه بودند و مجبور بودند با نور شمع درس بخوانند، زیرا اغلب آب و برق در دسترس نبود. اعتراضات دانشجویی در ۴ مه در دانشگاه بهشتی آغاز شد، جایی که شعارهایی مانند «دانشجو می‌میرد ولی ذلت نمی‌پذیرد!» طنین‌انداز قیام‌های گذشته بود. همان‌طور که قطعی آب و برق دانشگاه‌ها را فلج کرده بود، دانشجویان تحصن و تظاهراتی سازماندهی کردند و نظامی‌سازی دانشگاه‌هایشان و ناکامی دولت در ارائه خدمات اولیه را محکوم کردند. این شرایط زمینه مساعدی برای ناآرامی ایجاد کرد که به زودی به اصفهان، مشهد و فراتر از آن گسترش یافت.

## گستردگی
اعتراضات در شهرهای بزرگی چون اراک، ارومیه، اردبیل، اسلام‌آباد غرب، اصفهان، ایلام، برازجان، بروجرد، بوشهر، بم، تهران، تبریز، چابهار، دره‌شهر، دزفول، دورود، رفسنجان، رشت، رومشکان، زاهدان، زنجان، زرند، سبزوار، سردشت، ساری، ساوه، سمنان، سنندج، سقز، شهرضا، شاهین‌شهر، شباب، شیراز، فسا، فیروزکوه، قزوین، کرج، کرمان، کرمانشاه، کازرون، کنارک، گرگان، مشهد، مریوان، مبارکه، مهریز، نیشابور، هیرمند، یزد، جوانرود، ایرانشهر، تبریز، خراسان رضوی و مناطق دارای تنش‌های قومی و مذهبی آغاز و گسترش یافته‌اند. برخی اعتراضات نیز در مناطق کارگری و صنعتی رخ داده‌اند.

#### بهارستان (اصفهان)
به گزارش اتحادیه آزاد کارگران ایران، در بهارستان (اصفهان) جمعی از متقاضیان مسکن ملی در اعتراض به تاخیر در تحویل واحدهای مسکونی، در محل اجرای این پروژه، تجمع اعتراضی برپا کرده و خواهان رسیدگی به این درخواست خود شدند.

#### زابل
گروهی از شهروندان در ۱۷ اردیبهشت در زابل در اعتراض به قطعی مکرر برق و بی‌برنامگی مسئولان در این رابطه، که مشکلات زیادی برای مردم ایجاد کرده بود، در برابر ساختمان اداره برق این شهرستان تجمع اعتراضی برپا کرده و خواستار رسیدگی به این وضعیت شدند.

#### رشت
گروهی از ساکنان رشت در ۱۵ مرداد در اعتراض به قطعی آب و برق تجمع اعتراضی برپا کردند.

## واکنش حکومت
واکنش حکومت در بیشتر موارد شامل سرکوب شدید، بازداشت گسترده معترضان، اعمال محدودیت‌های اینترنتی، و استفاده از نیروهای ضد شورش بوده است. همچنین، مقامات حکومتی تلاش کرده‌اند اعتراضات را به «عوامل خارجی» نسبت دهند.

## بازتاب بین‌المللی
رسانه‌ها و نهادهای بین‌المللی مانند سازمان ملل، عفو بین‌الملل، و دیده‌بان حقوق بشر واکنش‌های شدیدی به سرکوب معترضان نشان داده و خواستار آزادی بازداشت‌شدگان و احترام به حقوق مدنی مردم ایران شده‌اند. اما انچه که نشان داده شده این است که امنیت مردم را همین اغتشاشگران به هم ریخته اند و هزاران جوان بیگناه را به قتل رسانده اند و باید تاوان گناه ها و غم مادران را پس دهند.

## پیامدها و تحلیل‌ها
اعتراضات ۱۴۰۴ نشان‌دهندهٔ تداوم شکاف بین دولت و جامعه است. این رویدادها با وجود سرکوب، احتمال تداوم یا حتی تشدید دارند. برخی تحلیل‌گران معتقدند در صورت عدم اصلاح ساختاری، بحران‌های اجتماعی و سیاسی در ایران می‌توانند وارد مرحله‌ای بی‌سابقه شوند.

#### اعتراضات دانشجویان و دانش‌آموزان

##### ۱۲ خرداد
در تهران گروهی از دانشجویان دانشگاه شریف در اعتراض به پایین بودن کیفیت غذا در محوطه این دانشگاه با داشتن پلاکاردهایی مانند «مسئول بی کفایت استعفا، استعفا “ و «حق داریم بدون استرس غذا بخوریم»، تجمع اعتراضی بر پا کرده و خواستار رسیدگی به مطالبات خود شدند.

##### ۱۸ خرداد
گروهی از دانشجویان «دانشگاه تهران» نسبت به وضعیت اسکان و تغذیه در فصل تابستان با برپایی تجمع اعتراضی و خواندن بیانیه‌ای‌،  اعتراض کردند.

##### ۲۴ خرداد
جمعی از دانشجویان دانشگاه بلوچستان زاهدان در حالیکه شعارهای اعتراضی میدادند نسبت به اصرار مسئولان این دانشگاه برای امتحانات حضوری پایان‌ترم در فضای ملتهب و امنیتی کشور تجمع اعتراضی برپا  کردند.

##### ۲۴ مرداد
در تهران گروهی از دانشجویان دوره دکتری، نسبت به پایین بودن کمک هزینه تحصیلی ‌شان در برابر ساختمان وزارت بهداشت، درمان و آموزش پزشکی تجمع اعتراضی برپا کردند. معترضان گفتند که حدود ۷ میلیون تومان در ماه، از نصف حداقل حقوق تعیین شده توسط وزارت کار نیز کمتر است.

#### اعتراضات معلمان و فرهنگیان

##### ۲۰ مرداد
در شیروان گروهی از فرهنگیان نسبت به قطع مکرر برق در برابر فرمانداری این شهرستان تجمع اعتراضی برپا کردند.

#### اعتراضات کسبه و بازاریان

##### ۱۶ مرداد
- در سمیرم کسبه وبازاریان در اعتراض به احکام زندانیان سیاسی دست از کار کشیده و اعتصاب کردند.[۱۵]
- در نیکشهر گروهی از بازاریان و کسبه نسبت به قطعی مکرر برق که باعث توقف فعالیت‌ها، خرابی دستگاه‌ها و کاهش شدید فروش روزانه آن‌ها شده است در برابر اداره برق تجمع اعتراضی برپا کردند.[۱۵]

#### اعتراضات در شهرها و مناطق مختلف

##### ۲۰ خرداد
در استان کرمان اهالی روستای دهکهان از توابع شهرستان کهنوج در استان کرمان در اعتراض به اینکه فعالیت معدن کروم باعث تخریب محیط‌ زندگی و نابودی منابع طبیعی زندگی آنها شده است، تجمع اعتراضی برپا کردند. در این تجمع اعتراضی مردم با ضرب و شتم ماموران حکومتی توسط باتوم و گاز اشک‌آور مواجه شدند.

##### ۲۱ خرداد
جمعی از اهالی روستای عباس‌آباد حاجی از توابع رفسنجان، به دلیل قطعی ۱۹ روزه آب و عدم اقدام مؤثر از جانب مقامات حکومتی در برابر فرمانداری رفسنجان تجمع اعتراضی برپا کردند.

##### ۱۳ تیر
به دنبال کشته شدن دو تن از زنان بلوچ و مجروح شدن حداقل ۱۱ زن و کودک توسط نیروهای انتظامی، اطلاعات سپاه و سازمان اطلاعات فراجا در روستای «گونیچ» واقع در شهرستان خاش در سه شنبه ۱۰ تیر ۲۰۲۵ گروهی از زنان بلوچ در برابر ساختمان فرمانداری این شهر دست به راهپیمایی و تجمع اعتراضی زدند. معترضان با سر دادن شعارهای اعتراضی نسبت به استمرار خشونت علیه زنان اعتراض کرده و خواستار مجازات عاملان این کشتار بودند.

##### ۲۳ تیر
در تهران جمعی از حواله‌داران خودرو شاهین با داشتن بنرهای اعتراضی در برابر شرکت سایپا، در اعتراض به عدم پاسخگویی مسئولان شرکت تجمع اعتراضی برپا کردند.

#### ۳۱ تیر
به دنبال کم آبی و قطعی‌های گسترده برق، مردم شهر سبزوار برای دومین شب پی در پی در برابر فرمانداری شهر، در اعتراض به بحران کمبود آب و برق تجمع‌های اعتراضی برپا کردند. مردم در حین اعتراضات خود شعارهایی مانند: «نترسید نترسید ما همه با هم هستیم»، «بی‌شرف، بی‌شرف» و «مسئول بی‌کفایت نمی‌خواهیم» سر دادند. پس از این وقایع بسیاری از کاربران در شبکه‌های اجتماعی از تمرکز مقامات جمهوری اسلامی بر بحران‌هایی مانند غزه و لبنان انتقاد کرده و خواستار توجه به مشکلات زندگی مردم در ایران شده‌اند.

##### ۱۳ مرداد
جمعی از مردم فریدون‌کنار مازندران، در اعتراض به قطعی مکرر برق و خسار‌ت‌های ناشی از آن در برابر اداره برق منطقه تجمع اعتراضی شبانه برپا کردند. معترضان هشدار دادند که خسته شده و جانشان به لب رسیده و در صورت تکرار این شرایط اعتراضات بیشتری خواهند کرد.

##### ۱۵ مرداد
در شهرستان پردیس ۹۰ نفر از صاحبان خانه‌های ناتمام مسکن مهر در اعتراض به اینکه ۱۴ سال است که خانه‌های آنها تعیین تکلیف نشده، در محل این پروژه تجمع اعتراضی برپا کرده و خواستار تعیین تکلیف خانه‌های خود شدند.

##### ۲۱ مرداد
در تهران جمعی از مالباختگان مربوط به پرونده پروژه مسکونی حکیم، با داشتن پلاکاردهای اعتراضی در مقابل دادسرای ناحیه پنج جنت‌آباد تهران تجمع اعتراضی برپا کردند. معترضان گفتند که سرمایه‌هایشان در این پروژه نابود شده درحالی‌که هیچ کدام از مقامات مسئول جوابگو نیستند.

##### ۲۲ مرداد
جمعی از ساکنان روستای شمام از توابع شهرستان رودبار، در اعتراض به تخریب محیط زیست و نابودی طبیعت ناشی از استخراج سنگ معدن در این منطقه، در جلو  ساختمان سازمان صنعت، معدن و تجارت استان گیلان در رشت، تجمع اعتراضی برپا کردند.

##### ۲۳ مرداد
گروهی از شهروندان معترض اهل مرزن‌آباد در استان مازندران نسبت به پیامدهای اجتماعی و زیست‌محیطی ناشی از شروع فعالیت‌های معدنی در مرزن کوه، تجمع اعتراضی برپا کردند.

#### سایر کنش‌های اعتراضی

##### ۱۱ تیر
۵۷ نفر از استادان دانشگاه، وکلا و حقوقدانان ایرانی طی بیانیه‌ای نسبت به تصویب شتابزده طرح موسوم به «تشدید مجازات جاسوسی» اعتراض کرده و آن را «فاجعه‌ای بزرگ» برای نظام قانونی و قضایی ایران دانستند.

##### ۱۸ تیر
در ۱۸ تیر ۱۴۰۴ اعتراضات در مقابل بورس تهران در اعتراض به مداخلۀ دولت در بازار سرمایه و همچنین ضررهای سنگینی که به سهامداران وارد می‌شود، برگزار شد. در مستندات این اعتراض می‌توان دید که بخشی از تظاهرکنندگان وارد ساختمان بورس شده‌اند و در محل درگیری‌هایی با مقامات سازمان بورس رخ داده است.

##### ۱ مرداد
بنابر گزارش شبکه اجتماعی «اعتراض مدنی بازار»، در پی تاخیرهای طولانی مترو، جمعی از مسافران معترض در ایستگاه‌های خزانه در جنوب تهران و علی‌آباد شعار «مرگ بر دیکتاتور» دادند.

##### ۳ مرداد
- در کوچصفهان، جمعی از شهروندان نسبت به قطعی مکرر برق در برابر اداره برق این شهر تجمع اعتراضی برپا کرده و خواستار رسیدگی به مطالبات خود شدند. قطعی روزانه بیش از ۴ ساعت برق، روند کسب و کار و زندگی عادی مردم را مختل کرده و آسیب جدی به لوازم برقی خانگی آنها وارد کرده است.[۳۹]
- به گزارش صدای آمریکا جمعی از شهروندان، اخیرا در اعتراض به قطع طولانی‌مدت و متوالی آب، در صالحیه تهران و روستاهای زهان، قره‌گل و برزنون در نیشابور تجمع‌های اعتراضی برپا کردند.[۳۹]

##### ۵ مرداد
پرستاران در تهران، سبزوار، شیراز و استان هرمزگان نسبت به کسر کردن از حقوق تیرماه خود اعتراض داشتند.

##### ۶ مرداد
در تهران جمعی از صنعتگران و صاحبان واحدهای تولیدی شهرک صنعتی چهاردانگه، در حالیکه شعار میدادند، «صنعتگر باغیرت، حمایت حمایت» و خواهان این بودند که دیگر کسبه نیز به آنها بپیوندند، نسبت به «قطعی‌های مکرر برق» تجمع اعتراضی برپا کردند.

##### ۷ مرداد
- جمعی از اهالی شهرستان خمام در اعتراض به قطعی بی‌برنامه برق در برابر فرمانداری این شهرستان تجمع اعتراضی برپا کردند. گزارش‌ها حاکی از این است که این اعتراض مردم با ورود نیروهای امنیتی با خشونت روبرو شده است.[۴۲][۴۳]
- بنابر گزارش اتحادیه آزاد کارگران ایران، جمعی از اپراتورهای برق در تهران در اعتراض به تبعیض در پرداخت حقوق، پاداش‌ها، وجود رانت‌ها، قراردادهای نامشخص و ناعادلانه، تجمع اعتراضی برپا کردند.[۴۲]

##### ۸ مرداد
جمعی از ساکنان معترض در محمودآباد در استان مازندران در اعتراض به تکرار قطعی برق و بی‌جواب ماندن مراجعات «در ورودی اداره توزیع برق» این شهرستان را با قفل کتابی بستند.

##### ۱۹ مرداد
- بنابر گزارش اتحادیه آزاد کارگران ایران، گروه‌هایی از کارشناسان پرتوشناسی در شهرهای تهران، ایلام، مشهد، اصفهان، قزوین، اراک، کرمانشاه، تبریز، زنجان، سنندج و بیرجند به دلیل عدم رسیدگی به مطالبات‌شان شامل: تشکیل اداره کل امور پرتوها در وزارت بهداشت، شمول در قانون ارتقاء بهره‌وری و تعرفه‌گذاری عادلانه و اختصاص شماره نظام حرفه‌ای به پرتوکاران، تجمع‌های اعتراضی برپا کردند.[۴۴]
- در بابلسر جمعی از شهروندان در اعتراض به قطعی‌های مکرر و طولانی مدت برق در جلو ساختمان اداره برق این شهرستان تجمع اعتراضی برپا کردند.[۴۴]

##### ۲۰ مرداد
در شهرستان بهارستان، گروه‌هایی از شهروندان شهرهای گلستان و صالحیه در اعتراض به قطعی‌های مستمر برق در برابر اداره برق این شهرستان تجمع اعتراضی برپا کردند

##### ۲۲ مرداد
- در استان فارس، گروهی از ساکنان خرامه، در اعتراض به قطعی بی‌برنامه و مکرر برق که باعث خسارت‌های سنگینی به لوازم خانگی آنها شده است در برابر اداره برق این شهرستان تجمع اعتراضی برپا کردند.[۳۴]
- گروهی از ساکنان مناطق گل‌شهر، عثمان‌آباد، کمب و هوت‌آباد، در چاه‌بهار نسبت به قطعی برق ۲۴ ساعته بدون اطلاع از قبل در برابر اداره برق این شهرستان تجمع اعتراضی برپا کردند.[۳۴]